# Jean Ziegler
Jean Ziegler (francês: [ziglɛʁ]; nascido Hans Ziegler, 19 de abril de 1934) é um escritor suíço, ex-vice-presidente do Comitê Consultivo do Conselho de Direitos Humanos das Nações Unidas e ex-professor de sociologia nas Universidades de Genebra e Paris. Anteriormente, foi membro do Parlamento Suíço pelos Social-Democratas de 1981 a 1999. Ele ocupou vários cargos nas Nações Unidas. Ziegler é autor de inúmeras obras.

## Carreira
Jean Ziegler nasceu em 19 de abril de 1934 em Thun, Suíça. Estudou nas universidades de Berna e Genebra e tem doutorado em direito e sociologia. Em 1952, conheceu Abbé Pierre em Paris e tornou-se o primeiro diretor da comunidade beneficente Emaús. Em 1964, Ziegler admirava os rebeldes cubanos e era motorista de Che Guevara em Genebra.
Ziegler foi professor na Universidade de Grenoble e até 2002 na Universidade de Genebra e no Instituto Universitário de Estudos do Desenvolvimento, onde lecionou sociologia. Ele também ocupou o cargo de professor na Universidade de Paris.

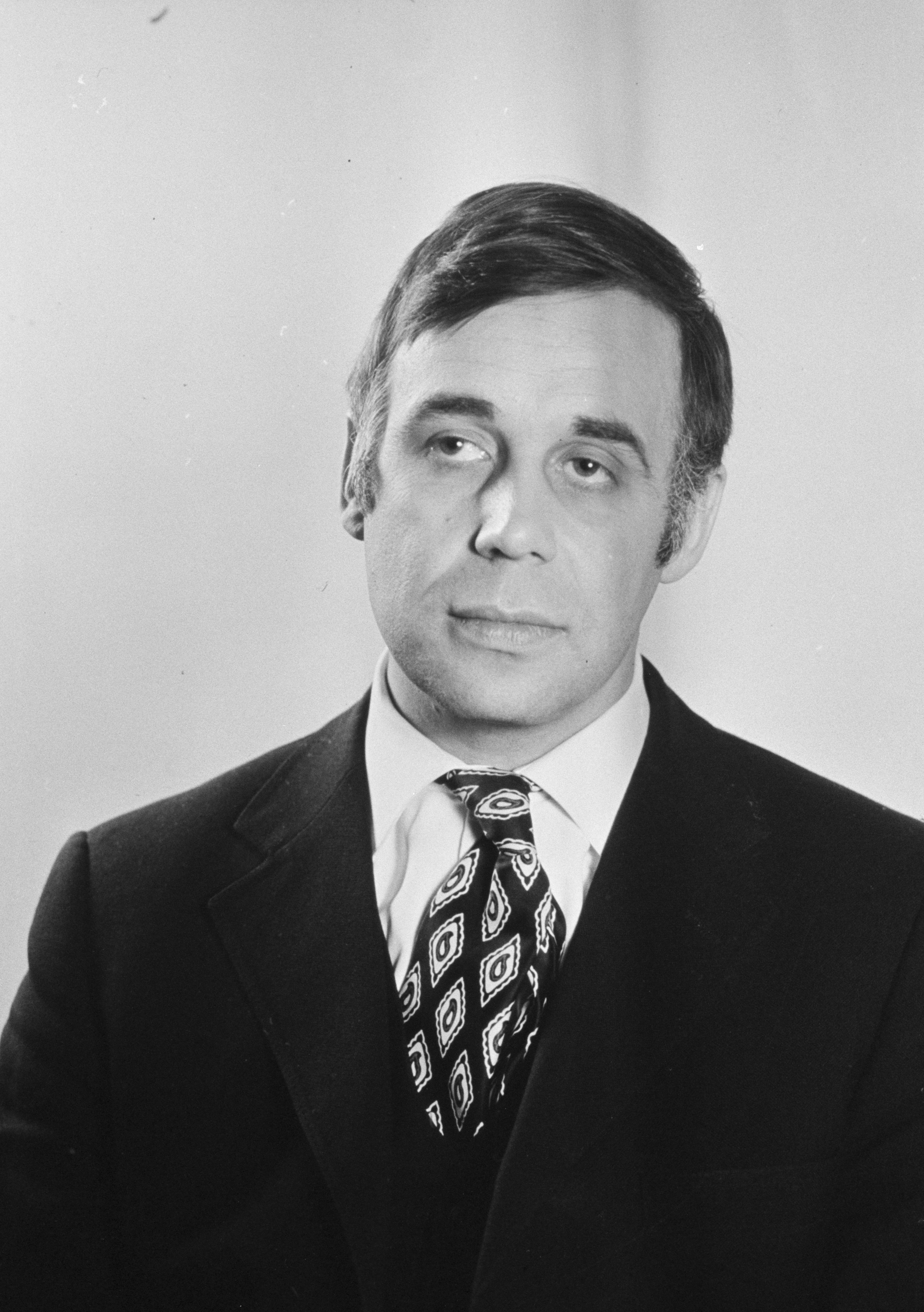
Ziegler em 1971

Em 1963, Ziegler foi eleito no conselho municipal de Genebra como social-democrata. De 1967 a 1983 e de 1987 a 1999 ocupou um assento no Conselho Nacional Suíço. No cargo, se juntou às comissões de relações exteriores, ciência e comércio internacional.
Nomeado pela Suíça, foi Relator Especial das Nações Unidas para o Direito à Alimentação de 2000 a 2008. Após a eleição de Ziegler, o governo suíço declarou que "atribui grande importância aos direitos humanos e está satisfeito que um candidato suíço possa contribuir com sua experiência para o comitê". Como um dos 18 membros do Comitê Consultivo do Conselho de Direitos Humanos das Nações Unidas que foram eleitos em 26 de março de 2008, Jean Ziegler cumpriu um mandato de um ano recebendo quarenta dos quarenta e sete votos em 2008. Concluiu seu segundo mandato em 30 de setembro de 2012, mas foi reeleito em 26 de setembro de 2013 com mandato até 30 de setembro de 2016.

## Honras
Jean Ziegler foi feito cavaleiro da Ordem das Artes e das Letras em 1994. Ele tem um título honorário na Universidade de Mons, na Bélgica. Foi condecorado com a Medalha da Presidência da República Italiana. A República de Cabo Verde concedeu-lhe a Ordem Nacional de Amílcar Cabral. Ele recebeu o Prêmio Al-Gaddafi de Direitos Humanos em 2002.
Em 17 de janeiro de 2009 recebeu um título honorário da Universidade Paris 8. Ele é membro do Conselho Consultivo da revista Novi Plamen. Na Áustria, Ziegler foi premiado com o "Prêmio de Salzburgo para Pesquisas Futuras" pelo governador do estado de Salzburgo, Gabi Burgstaller, em 20 de novembro de 2008.
Ele foi homenageado com o Blue Planet Award por seus "excelentes esforços em prol da ética humanitária".

## Visões políticas
Como funcionário das Nações Unidas, Ziegler tratou tanto de questões abrangentes, como o uso de biocombustíveis, quanto de questões específicas de cada país. Ele criticou a adoção de biocombustíveis porque sua produção pode ocorrer às custas do cultivo de alimentos. Em 26 de outubro de 2007, disse em entrevista coletiva na ONU que "é um crime contra a humanidade converter solo produtivo agrícola em petróleo... O que tem que parar é... a crescente catástrofe do massacre (da) fome no mundo."

### Bancos suíços
Em 1997, Ziegler alegou que funcionários bancários suíços estavam mentindo para proteger os ativos de Mobutu Sese Seko, ex-presidente do Zaire (atual República Democrática do Congo). Ele disse: "Isso é grotesco... Este é um império financeiro e está aqui na Suíça." Em 1994, já havia proposto ao parlamento suíço confiscar as finanças de Mobutu e devolvê-las ao país após o fim da ditadura, mas sua proposta foi recusada.
Ele também criticou os bancos suíços em conexão com o processo do Congresso Judaico contra bancos suíços. Em 1998, testemunhou perante o senador Alfonse D'Amato para que os bancos suíços devolvesse os bens das vítimas do Holocausto. Seu livro The Swiss, the Gold and the Dead: How Swiss Bankers Helped Finance the Nazi War Machine foi publicado nos Estados Unidos em 1998.

### Prêmio Al-Gaddafi e Roger Garaudy
Um prêmio em nome do líder líbio Muammar al-Gaddafi foi estabelecido em Genebra em 1989, e Nelson Mandela foi selecionado o primeiro destinatário do Prêmio Al-Gaddafi de Direitos Humanos. Alguns relatos de jornais identificaram Ziegler como uma das pessoas que administrou o prêmio em 1989. Ele negou o lançamento do prêmio, no entanto, disse que foi apenas "consultado". Embora a Líbia tenha financiado o prêmio, seus vencedores seriam escolhidos pela fundação suíça, e Ziegler disse que "garantias férreas" foram estabelecidas para garantir que "a influência de Trípoli não fosse sentida".
Funcionários do Prêmio Al-Gaddafi anunciaram treze vencedores em 2002, incluindo Ziegler e o filósofo francês e negador do Holocausto Roger Garaudy. A Agence France-Presse observou a ironia, pois Ziegler, que havia trabalhado para reparações do Holocausto na Suíça, dividiu o prêmio com Garaudy. Ziegler recusou o prêmio, dizendo que "não poderia aceitar um prêmio ou distinção de nenhum país por causa de minhas responsabilidades nas Nações Unidas".
As supostas associações de Ziegler com o Prêmio Al-Gaddafi têm sido alvo de críticas. Alan Johnson, escrevendo para o The Guardian em 2008, criticou Ziegler por "lançar" o prêmio quatro meses após o bombardeio do voo 103 da Pan Am (que muitos acreditam ter sido obra de agentes líbios). Joshua Muravchik do American Enterprise Institute também criticou seu envolvimento com o prêmio em um artigo de 2006 para o Weekly Standard.
Em 25 de março de 2011, o canal de televisão suíço Schweizer Fernsehen publicou uma reportagem sobre as supostas associações de Ziegler com Al-Gaddafi. O vídeo incluiu críticas de Pierre Weiss, sociólogo e membro do Partido Liberal Suíço. Ziegler, por sua vez, disse que nunca foi amigo de Gaddafi e repetiu sua afirmação de que nunca supervisionou o prêmio.
No mês seguinte, o Festival de Música de Salzburgo retirou o convite a Ziegler para falar na abertura do evento, citando suas supostas ligações com Gaddafi. No mesmo período, ele disse que considerava Gaddafi como "completamente louco".
Em 1996, Ziegler assinou uma carta de apoio a Roger Garaudy. Mais tarde, ele esclareceu que pretendia expressar "seu respeito pela batalha de Garaudy contra todos os fundamentalismos - e o fundamentalismo muçulmano, em particular", e que "condenou firmemente todas as atividades ou ideias revisionistas cujo objetivo é negar ou minimizar o genocídio do povo judeu pelos nazistas."

### Etiópia, Zimbábue e África do Sul
Durante a fome etíope de meados da década de 1980, Ziegler descreveu o mundo como um "campo de extermínio imenso", onde 40.000 pessoas morriam de fome todos os dias. Ele atribuiu isso a um sistema econômico que permitiu que os ricos se tornassem mais ricos e os pobres mais pobres.
Alguns dos críticos de Ziegler o acusaram de trabalhar como conselheiro do ditador etíope Mengistu Haile Mariam na redação da constituição da Etiópia de 1986, que estabeleceu o país como um Estado unipartidário.
Ele defendeu as reformas agrárias do presidente do Zimbábue, Robert Mugabe, em 2002, dizendo que Mugabe tinha "a história e a moralidade do seu lado". Além disso, descreveu as reformas agrárias como "uma necessidade absoluta" no Zimbábue e na África do Sul:

"A África do Sul está ameaçada por um desastre social porque não tocou em terras brancas. Os brancos são os colonizadores... não são pessoas que vieram depois da independência e compraram suas terras."
Ele acrescentou que as reformas agrárias de Mugabe estão sendo realizadas "em um contexto desprezível", no entanto,  disse que a reforma agrária em condições democráticas traria "distribuição equitativa dos títulos de propriedade às comunidades rurais". Ele também esclareceu que estava falando em um contexto pessoal, e não como representante das Nações Unidas.

### Iraque e Estados Unidos
Durante a preparação para a Guerra do Golfo de 1990, o presidente iraquiano Saddam Hussein tomou vários cidadãos suíços no Iraque como reféns. Ziegler esteve envolvido nos esforços para libertá-los, inicialmente trabalhando com o ex-presidente argelino Ahmed Ben Bella e depois viajando para Bagdá como parte de uma delegação independente, garantindo a libertação de alguns reféns. O governo suíço não ajudou e Ziegler argumentou que sua delegação poderia ter libertado todos os reféns se o governo tivesse concordado em permitir a exportação para o Iraque de medicamentos e leite em pó para crianças.
Antes da invasão do Iraque em 2003, Ziegler propôs que Saddam Hussein recebesse um exílio suíço para evitar a guerra. O governo suíço não aceitou esta proposta. Após a invasão de 2003, ele acusou as forças britânicas e norte-americanas de usar água e comida como armas de guerra em cidades iraquianas sob ataque.

### Cuba e Estados Unidos
Ziegler elogiou Cuba, afirmando em novembro de 2007 que é um modelo mundial de como fornecer alimentos ao seu povo e elogiou-a por cooperar com as Nações Unidas. Sobre uma visita que fez a Cuba, Ziegler afirmou: "Não podemos dizer que o direito à alimentação seja totalmente respeitado em Cuba, mas não vimos uma única pessoa desnutrida". A viagem dele a Cuba foi a primeira em vários anos de um relator de direitos humanos da ONU, e seu convite a Havana seguiu uma decisão do Conselho de Direitos Humanos da ONU de parar de investigar abusos dos direitos humanos no país.
Segundo o The Weekly Standard, Ziegler acredita que os Estados Unidos são uma "ditadura imperialista" culpada, entre outras atrocidades, de "genocídio" contra o povo de Cuba por meio de seu embargo comercial.

### Comentários sobre Israel
Ziegler criticou a conduta de Israel na Guerra do Líbano de 2006, afirmando que o Tribunal Penal Internacional deveria investigar se Israel é culpado de crimes de guerra por bombardeios que bloquearam o acesso a alimentos e água. Especificamente, ele afirmou que "o governo de Israel deve ser responsabilizado sob a lei internacional pelas violações do direito à alimentação da população civil libanesa."
Itzhak Levanon, embaixador de Israel na ONU, respondeu que "em todos os seus relatórios, o Sr. Ziegler sempre transgride os limites de seu mandato. O último relatório - que aborda várias questões externas - não é exceção." Israel disse que o relatório de Ziegler se concentrou apenas no impacto do bombardeio israelense no Líbano e não cobriu os efeitos do lançamento de foguetes do Hezbollah no norte de Israel."
Ziegler, de acordo com um site pró-palestino, afirmou na televisão que "a ocupação israelense é um regime colonial e uma ocupação militar ilegal do ponto de vista da ONU, continua a anexar mais terras palestinas; e, portanto, a ocupação israelense é o pior na história do colonialismo".
Em 2005, ele comparou Gaza a "um imenso campo de concentração", acrescentando que estava feliz que os "guardas" estivessem prestes a partir (esta foi uma referência ao plano de retirada unilateral de Israel sob o governo de Ariel Sharon). Ziegler mais tarde rejeitou como "absurda e patentemente falsa" a sugestão de que ele havia comparado israelenses a nazistas, dizendo que na verdade estava citando um estudioso israelense quando fez a observação.

### Interações com a Coreia do Norte
Ziegler teve várias interações com o governo da Coreia do Norte enquanto servia nas Nações Unidas. Em 2001, ele informou que parte do milhão de toneladas de ajuda fornecida pelo Programa Mundial de Alimentos foi tomada pelo exército, pelos serviços secretos e pelo governo. Em abril de 2004, um escritor do Asian Wall Street Journal pediu à Coreia do Norte que aceitasse os repetidos pedidos de visita de Ziegler e ajudasse a estabelecer uma rede de ajuda alimentar. No final do mesmo ano, ele disse que cinco de seus pedidos para visitar a Coreia do Norte foram recusados por autoridades em Pyongyang.

## Imagem pública
A nomeação de Ziegler para a ONU foi criticada pelo The Weekly Standard, alegando que ele é um "sociólogo de formação" e não tinha conhecimentos específicos sobre alimentação ou agricultura.
A nomeação também foi criticada por um grupo independente de figuras políticas, incluindo Irwin Cotler e Per Ahlmark. Este grupo criticou Ziegler por suas associações com figuras como Mengistu Haile Mariam e Robert Mugabe, seu envolvimento com o Prêmio Al-Gaddafi e seu apoio a Roger Garaudy.
Em março de 2008, Ileana Ros-Lehtinen, cubana-americana e republicana no Comitê de Relações Exteriores da Câmara dos Deputados dos Estados Unidos, criticou duramente a nomeação de Ziegler para o Conselho de Direitos Humanos da ONU. Ros-Lehtinen afirmou:

"Ziegler atraiu críticas por seu apoio inflexível a muitos dos ditadores mais cruéis do mundo. Ele expressou 'apoio total à revolução cubana' e seu líder, Fidel Castro, cujo regime repressivo deixou centenas de dissidentes políticos definhando na prisão."
Ros-Lehtinen também acusou Ziegler de ignorar várias emergências de fome usando "sua plataforma para atacar consistentemente os Estados Unidos e Israel". O American Jewish Committee (AJC) se opôs à reeleição, em 2009. O AJC citou seu apoio anterior a Roger Garaudy e suas críticas a Israel.

## Obras
- Sociologie de la nouvelle Afrique, Gallimard, 1964. ISBN 978-2-07-035059-9
- Sociologie et Contestation, ensaio sur la société mythique, Gallimard, 1969. ISBN 978-2-07-035192-3
- Le pouvoir africain, Seuil, 1973, nova edição 1979. ISBN 978-2-02-005183-5
- Les vivants et la mort, Seuil, 1973. Nova edição 1978. ISBN 978-2-02-004796-8
- Une Suisse au-dessus de tout soupçon, 1976. ISBN 978-2-02-004683-1
- Main basse sur l'Afrique, 1978. Nova edição 1980. ISBN 978-2-02-005629-8
- Retournez les fusils! Manuel de sociologia da oposição, Seuil, 1980. Nova edição 1991 e novamente em 2014. ISBN 978-2-02-013102-5
- Viva le pouvoir! Ou les délices de la raison d'état, Seuil, 1985. ISBN 978-2-02-008984-5
- La victoire des vaincus, opression et résistance culturelle, Seuil, 1988. ISBN 978-2-02-013098-1
- La Suisse lave plus blanc, 1990. ISBN 978-2-02-011597-1
- Le bonheur d'être Suisse, 1994. ISBN 978-2-02-022779-7
- L'Or du Maniema, Seuil, 1996. ISBN 978-2-02-028325-0
- Les rebelles, contre l'ordre du monde, 1997. ISBN 978-2-02-008614-1
- La Suisse, l'or et les morts, 1997. ISBN 978-0-14-027858-3
- Les seigneurs du crime: les nouvelles mafias contre la démocratie, Seuil, 1998. ISBN 978-2-02-091429-1
- Le Livre noir du capitalismoe ("O Livro Negro do Capitalismo"), co-autoria, 1998.
- La faim dans le monde expliquée à mon fils, 1999. ISBN 978-2-02-036753-0
- Les nouveaux maîtres du monde et ceux qui leur résistent, 2002. ISBN 978-2-213-61348-2
- Le droit à l'alimentation, Fayard, 2003. ISBN 2-84205-696-5
- L'empire de la honte, 2005. ISBN 978-2-253-12115-2
- La haine de l'Occident, 2008. ISBN 978-2-226-18693-5
- Der Aufstand des Gewissens: Die nicht-gehaltene Festspielrede, Salzburgo 2011. ISBN 978-3-7110-0016-3
- Destruição maciça: Geopolitique de la faim, Seuil, 2011. ISBN 978-2-02-106056-0 .
- Le capitalismo expliqué à ma petite-fille, Seuil, 2018. ISBN 978-2-02-139722-2
- Lesbos, la honte de l'Europe, Seuil, 2020. ISBN 978-2-02-145199-3